# Big Sandy & His Fly-Rite Boys
Big Sandy & His Fly-Rite Boys — свінг/кантрі-бугі-музичний гурт із Каліфорнії. У складі групи: Роберт Вільямс, псевдонім Біг Сенді, Ешлі Кінгман, Рікі Макканн та Кевін Стюарт.

## Стислий зміст
Гурт розпочинав виступи як відроджувач рокабілі наприкінці 1980-х. Потім заглибився в музику, з якої рокабілі пішов: від західного свінгу і особливо кантрі-бугі кінця 1940-х — початку 1950-х, що був сполучною ланкою між західним свінгом та рокабілі епохи і особливо асоціювалася з музикою кантрі в Каліфорнії тієї епохи.
До складу колишніх членів входять Джо Перрес, Джефф Вест, Боббі Тримбл, ТК Сміт, Карл Лейланд, Лі Джеффріс та Воллі Герсом. Група занесена в Зал слави рокабіллі.

## Дискографія
- Fly Right with Big Sandy & the Fly-Rite Trio (Dionysus, 1990)
- On the Go (No Hit Records, 1993; re-released on Jeems Records, 2002)
- Jumping from 6 to 6 (HighTone Records, 1994)
- Swingin' West (Hightone, 1995)
- Feelin' Kinda Lucky (Hightone, 1997)
- Big Sandy Presents the Fly-Rite Boys (Hightone, 1998)
- Dedicated to You (Big Sandy only; Hightone, 1998)
- Radio Favorites (EP; Hightone, 1999)
- Night Tide (Hightone, 2000)
- It's Time! (Yep Roc Records, 2003)
- Turntable Matinee (Yep Roc, 2006)
- What A Dream It's Been (Razor & Tie, 2013)